# Eta Aurigae
Désignations
Eta Aurigae (η Aur / η Aurigae, Êta Aurigae), également nommée Haedus, est une étoile de la constellation du Cocher. 

## Nomenclature, histoire et mythologie
η Aurigae, latinisé Eta Aurigae, est la désignation de Bayer de l'étoile. Elle porte également la désignation de Flamsteed de 10 Aurigae.
Haedus est le nom approuvé pour η Aur par l’Union astronomique internationale (UAI). Au départ, les Grecs appelèrent Ἔριφοι, « les Chevreaux », avec Cléostrate de Ténédos selon Hyginus, le couple ζ et η Aur. Dans sa version arabe de la Μαθηματική σύνταξις de Ptolémée, on trouve, pour ce  nom, الجديان al-Ğadyān, « les Deux Chevreaux » chez Isḥāq b. Ḥunayn. Dans sa traduction du زيجِ سلطانی Zīğ-i Sulṭānī ou « Tables sultaniennes » d’Uluġ Bēg (1437), Thomas Hyde écrit ‘AlGjedyan i.Due Haedi’ (1665). Le nom était déjà transcrit Saclateni dans les Tables alphonsines, mais uniquement pour ζ Aur (ca. 1270), ce qui justifiait que Richard Hinckley Allen (1899) pût prétendre que η Aur n’est pas individuellement nommée. Sauf que cette étoile est bel et bien appelée Haedorum sequens dans l’Uranometria de Johann Bayer (1603). Plus près de nous, nous avons chez Antonín Bečvář Haedus II, tandis que ζ Aur est chez lui Haedus I.
Gadi-Thani et Al-Gadi Posterior sont d'autres noms pour η Aur. En suivant le même parcours historique à partir des catalogues arabes, le Belge Henri Mesnard donne Al-Gadïan pour le couple ζ et η Aur, et Gadi-thani pour η Aur, tandis qu’il ne nomme pas ζ Aur. De son côté, Ahmed Benhammouda qui appelle ζ Aur Al-Gadi Prior, donne Al-Gadi Posterior pour η Aur.

### En Chine
η Aur est 柱三 soit la 3e étoile de l’astérisme 柱, pinyin Zhù, « le Pilier », constitué par le groupe ε, ζ et η Aur .

## Propriétés
Eta Aurigae est une étoile bleu-blanc de la séquence principale de type spectral B3V avec une magnitude apparente de +3,17. D'après la mesure de sa parallaxe annuelle par le satellite Hipparcos, elle est située à environ 243 années-lumière de la Terre.
C'est une variable suspectée, sa luminosité ayant été observée varier entre les magnitudes 3,16 et 3,19. Une étude de 2020 combinant la photométrie des satellites de la constellation BRITE (en) et des mesures spectroscopiques a mis en évidence qu'il s'agit d'une étoile de type B à pulsation lente avec une période principale de pulsation de 1,29 jour.